# 升水美奈子
升水 美奈子（ますみず みなこ、生年月日非公表）は、日本のグラビアアイドル、タレント、歌手。
神奈川県出身。グラビアデビュー以降の所属事務所はウインドー→アルテミスブレーン→グランマザー。

## 来歴
中学2年生の頃より劇団で活動。1998年8月に芸能事務所のウインドーにスカウトされ、同年暮れに『すッぴん』12月号で16歳の女子高生モデルとしてグラビアデビュー。同誌のほか、『ワッフル』、『ラッキークレープ』『クリーム』『Beppin-School』などのお菓子系雑誌で度々メイングラビアを飾り、お菓子系アイドルとしてトップクラスの人気を獲得した。1999年から2000年にかけて3冊の写真集が発売され、『グラビアの美少女』（スカイパーフェクTV!）や『妄想ビーム』（テレビ東京）などのテレビ番組にも出演した。
当時同じ事務所に在籍していた姫嶋菜穂子、松坂紗良、泉山華歩里らとともにユニット「JEWELRY BEANS」としても活動、3枚のマキシシングルに参加した。OV・ラジオ連動企画「ヴァーチャルアイドルポリス」で共演した西崎彩、由依とともに「VIP」名義で同作のテーマソングも発表した。
2001年春、大学合格を機に芸能活動を一時休止。同年、アルテミスブレーンに事務所を移籍するとともに「野上美羽」に芸名を改め、女優を目指し芸能活動を再開した。野上名義では舞台活動や音楽活動、モデル活動などを行ったが、大きくブレイクするまでには至らなかった。
2004年、グランマザーに移籍し、名前も再び「升水美奈子」に改めた。2005年にかけて、写真集やイメージDVDを発表、デビュー時の面影を払拭したセクシー路線で注目を集めた。

## 出演

### TV
- 妄想ビーム （1999年7月-9月、テレビ東京）…レギュラー
- グラビアの美少女 升水美奈子 （2000年2月29日、スカイパーフェクTV! / MONDO21）
- 踊る!さんま御殿!! （日本テレビ）
- 深夜の星 新世紀美少女21 （2000年4月6・13日、TBS）
- 明石家ウケんねん物語 （2001年11月21日、フジテレビ）

### オリジナルビデオ
- ヴァーチャルアイドルポリス 〜ウェイトレス編〜（2000年7月5日　総監督：高野徹　リイド社）…主演
- ヴァーチャルアイドルポリス 〜メイド編〜（2000年8月5日　総監督：高野徹　リイド社）
- ヴァーチャルアイドルポリス 〜ナース編〜（2000年9月5日　総監督：高野徹　リイド社）

### イメージビデオ・DVD
- ベイビーSCANDAL 13歳・升水美奈子 （1999年、JACSON21）

（「思春期メモリー」（2001年、CATTLEYA）、「美奈子14歳」（2003年5月14日、プティアミジャパン）は本作の改訂再編集版）
- 約束 (1999年9月5日、英知出版）
- Andante (VHS) / Andante Cantabile (DVD) （2000年5月26日(VHS) / 2000年7月26日(DVD)、日本メディアサプライ、販売：パイオニアLDC）
- fairy （2000年8月11日、ネクサス）…写真集『Radiance』のメイキング、コミックマーケット58で発売
- KISS THE ANGEL （2004年10月22日、竹書房）
- Dynamite （2005年1月26日、ティターンズ、販売：ビーエムドットスリー）
- 限界露出 （2005年8月4日、ソフト・オン・デマンド）

### ミュージカル
- オンリーワン〜未来へのテイク・オフ〜（2002年3月9日-10日、JMCカンパニー、於：横浜市教育文化ホール）

## 書籍

### 写真集
- 新浪漫 （1999年9月5日、英知出版、撮影：倉 繁利） ISBN 978-4754212322
- やっと会えたね。（2000年1月28日、ワニマガジン社、撮影：SHOWN） ISBN 978-4898292792
- Radiance（2000年8月24日、宙出版、撮影：会田我路） ISBN 978-4872878172
- KISS THE ANGEL（2004年10月22日、竹書房、撮影：山内順仁） ISBN 978-4812418567

冬花ひとみとの連名
- 14歳のエメラルド （2003年4月8日発売、プティアミジャパン）

## CD
JEWELRY BEANS名義（いずれもマキシシングル）
- JEWELRY BEANS Vol.1 （2000年5月25日、ウインドー）事務所直販のみ
- Energy/TRUST ME （2000年9月21日、マーベラスエンターテイメント）
- MIND JUNCTION （2000年11月22日、マーベラスエンターテイメント）

VIP名義（シングル）
- 予感の天使を抱きしめて （2000年8月23日、ランティス）